# Slowenische Weinkönigin
Die Slowenische Weinkönigin (slowenisch: Vinska kraljica Slovenije oder Slovenska vinska kraljica) repräsentiert den Wein und den Weinbau in Slowenien. Die Wahl organisiert seit 2000 der Messeveranstalter Pomurski sejem in Verbindung mit der offenen nationalen Weinbewertung (Vino Slovenija Gornja Radgona).

## Bisherige Weinköniginnen
1. 1996:0 Lidija Mavretič, Metlika
2. 1997:0 Selma Lukač
3. 1998:0 Katarina Jenžur
4. 1999:0 Irena Kupljen
5. 2000:0 Martina Stegovec
6. 2001:0 Jerneja Bratuša
7. 2002:0 Tjaša Koroša, Križevci (bei Ljutomer)
8. 2003:0 Simona Štraus
9. 2004:0 Vesna Bajuk, Radoviči (bei Metlika)
10. 2005/06:0 Maja Cigoj, Črniče (bei Vipava)
11. 2007:0 Maja Benčina, Lože (bei Vipava)
12. 2008:0 Svetlana Širec, Krčevina pri Vurbergu
13. 2009:0 Karolina Kobal, Vrhpolje
14. 2010:0 Andreja Erzetič, Gornja Radgona
15. 2011:0 Simona Žugelj, Čurile (Ortsteil von Metlika)
16. 2012:0 Martina Baškovič, Krška vas (Ortsteil von Ivančna Gorica)
17. 2013:0 Neža Pavlič, Dobrnež pri Slovenskih Konjicah
18. 2014:0 Špela Štokelj, Planina nad Ajdovščino
19. 2015:   Sandra Vučko, Ljutomer
20. 2016:   Sara Stadler, Bistrica ob Sotli
21. 2017:   Maja Žibert, Šentrupert
22. 2018:  Katarina Pungračič, Drenovec pri Zavrču